# Mike Starr (Schauspieler)

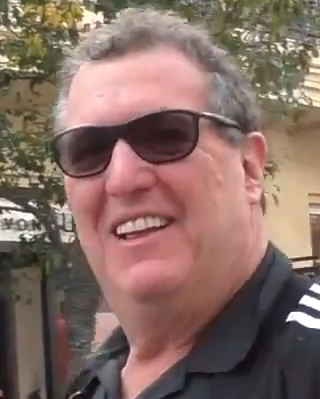
Mike Starr, 2016

Mike Starr (* 29. Juli 1950 in Flushing, Queens, New York City, New York) ist ein US-amerikanischer Schauspieler.

## Leben
Starr wuchs unter einfachen Bedingungen in einer Arbeiterfamilie auf: Seine Mutter war Verkäuferin, sein Vater Verpacker in einer Fleischfabrik. Er studierte an der Hofstra University in Hempstead, New York. 1980 gab er in einer Nebenrolle in William Friedkins Thriller Cruising sein Schauspieldebüt. Aufgrund seines breiten und großen Körperbaus (192 cm) und seines Charakterkopfes wird Mike Starr häufig mit Rollen als Krimineller und Schlägertyp besetzt, etwa in den Filmen Goodfellas, Bodyguard, Ed Wood, Miller’s Crossing oder Sein Name ist Mad Dog. In Dumm und Dümmer parodiert er dieses Klischee.
Sein älterer Bruder Beau Starr ist ebenfalls Schauspieler.

## Filmografie (Auswahl)
- 1980: Cruising
- 1984: Der Unbeugsame (The Natural)
- 1984: The Last Dragon
- 1985: Katzenauge (Cat’s Eye)
- 1987: Radio Days
- 1988: Funny Farm
- 1988: Nitti – Der Bluthund (Frank Nitti: The Enforcer)
- 1989: Allein mit Onkel Buck (Uncle Buck)
- 1989: Der knallharte Prinzipal (Lean on Me)
- 1990: GoodFellas – Drei Jahrzehnte in der Mafia (Goodfellas)
- 1990: Miller’s Crossing
- 1990: Blue Steel
- 1991: Billy Bathgate
- 1992: Bodyguard
- 1993: Der Sohn des rosaroten Panthers (Son of the Pink Panther)
- 1993: Ed Wood
- 1993: Sein Name ist Mad Dog (Mad Dog and Glory)
- 1993: Down on the Waterfront (Kurzfilm)
- 1994: Auf brennendem Eis (On Deadly Ground)
- 1994: Dumm und Dümmer (Dumb & Dumber)
- 1994: Juniors freier Tag (Baby’s Day Out)
- 1995: Nowhere Man – Ohne Identität! (Nowhere Man, Fernsehserie, Episode 1x03)
- 1996: James und der Riesenpfirsich (James and the Giant Peach)
- 1996: Gestohlene Herzen (Two If by Sea)
- 1997: Harlem, N.Y.C. – Der Preis der Macht (Hoodlum)
- 1997: The Deli
- 1998: Snake Eyes
- 1999: Taxman – Der Steuerfahnder von Brooklyn (Taxman)
- 1999: Gloria
- 1999: Summer of Sam
- 1999: Star Trek: Deep Space Nine (Fernsehserie, Episode 7x15)
- 2000–2002: Ed – Der Bowling-Anwalt (Ed, Fernsehserie, 38 Episoden)
- 2001: Knockaround Guys
- 2001: The Cactus Kid
- 2001: Verführe mich! (Tempted)
- 2003: Criminal Intent – Verbrechen im Visier (Law & Order: Criminal Intent, Fernsehserie, Episode 2x15)
- 2004: Elvis Has Left the Building
- 2004: Scrubs – Die Anfänger (Scrubs, Fernsehserie, Episode 3x10)
- 2004: Jersey Girl
- 2004: Mickey
- 2005: The Ice Harvest
- 2006: In der Hitze von L.A. (Hot Tamale)
- 2006: Jesse Stone: Knallhart (Jesse Stone: Night Passage)
- 2006: The Black Dahlia
- 2007: Lonely Streets
- 2008: Bulletproof Gangster
- 2009: Mein fast perfekter Valentinstag (I Hate Valentine’s Day)
- 2009: Wrong Turn at Tahoe
- 2009: Chicago Overcoat
- 2009: Black Dynamite
- 2010: Ca$h
- 2011: Bulletproof Gangster (Kill the Irishman)
- 2012–2013: The Mob Doctor (Fernsehserie, 4 Episoden)
- 2013: Chicago Fire (Fernsehserie, 5 Episoden)
- 2016: Bad Santa 2
- 2018: Cabaret Maxime
- 2021: The Blacklist (Fernsehserie, Episode 8x19)

## Auszeichnungen
- 1994: Awards Circuit Community Award nominiert für das beste Ensemble (Ed Wood)
- 2015: Internationales Filmfestival von Hoboken Lifetime Achievement Award 	 für Bereave